# أنغولا
أنغولا، تدعى رسميًا جمهورية أنغولا (بالبرتغالية: República de Angola)، هي دولة تقع على الساحل الغربي الأوسط لجنوب أفريقيا. تعد ثاني أكبر دولة لوزوفونية (ناطقة بالبرتغالية) من حيث المساحة الإجمالية والسكان (بعد البرازيل)، وتعد سابع أكبر دولة في أفريقيا. تحدها ناميبيا من الجنوب، وجمهورية الكونغو الديمقراطية من الشمال، وزامبيا من الشرق، والمحيط الأطلسي من الغرب. تمتلك أنغولا مقاطعة مستحاطة، وهي مقاطعة كابيندا، إذ تقع على حدود جمهورية الكونغو وجمهورية الكونغو الديمقراطية. تمثل مدينة لواندا عاصمة البلاد وأكثر المدن كثافة سكانية.
كانت أنغولا مأهولة بالسكان منذ العصر الحجري القديم، تعود نشأتها بصفتها دولة قومية إلى الاستعمار البرتغالي، الذي بدأ بالمستوطنات الساحلية والمراكز التجارية التي تأسست في القرن السادس عشر. بدأ المستوطنون الأوروبيون بالتوغل إلى الداخل تدريجيًا في القرن التاسع عشر. لم تُرسم حدود للمستعمرة البرتغالية التي تحولت إلى دولة أنغولا الحالية حتى بدايات القرن العشرين، بسبب مقاومة الجماعات الأصلية مثل الكوانتو والكوانياما والمبوندا.
بعد نضال طويل ضد الاستعمار، حصلت أنغولا على استقلالها في 1975 وأصبحت جمهورية ماركسية لينينية ذات حزب واحد. وقعت البلاد ضحية حرب أهلية مدمرة في نفس العام، بين الحركة الشعبية لتحرير أنغولا (إم بّي إل أيه)، بدعم من الاتحاد السوفييتي وكوبا، والاتحاد الوطني للثوار المناهضين للشيوعية من أجل الاستقلال التام لأنغولا (يونيتا)، بدعم من الولايات المتحدة وجنوب أفريقيا، ومنظمة جبهة التحرير الوطنية لأنغولا المسلحة (إف إن إل أيه)، بدعم من جمهورية الكونغو الديمقراطية. حكمت الحركة الشعبية لتحرير أنغولا البلاد منذ استقلالها في عام 1975. بعد نهاية الحرب عام 2002، برزت أنغولا بصفتها جمهورية دستورية رئاسية موحدة ومستقرة نسبيًا.
تمتلك أنغولا احتياطيات ضخمة من المعادن والنفط، ويعد اقتصادها أحد أسرع الاقتصادات نموًا في العالم، وذلك منذ نهاية الحرب الأهلية على وجه الخصوص. مع ذلك، يعد النمو الاقتصادي متفاوتًا للغاية، وتتركز معظم ثروة الأمة في قسم صغير من السكان والأخص في الصين والولايات المتحدة. ما يزال المستوى المعيشي منخفضًا لمعظم الأنغوليين، ويعد متوسط العمر من بين الأدنى في العالم، في حين يشكل معدل الوفيات أحد أعلى المعدلات في العالم. منذ عام 2017، جعلت حكومة جواو لورنسو مكافحة الفساد أولى أولوياتها، لدرجة أن العديد من أفراد الحكومات السابقة زُج بهم في السجن أو ينتظرون المحاكمة. أقر الدبلوماسيون الأجانب شرعية هذا الجهد، ولكن رأى بعض المشككين أن هذه الإجراءات ذات دوافع سياسية.
تعد أنغولا عضوًا في الأمم المتحدة وأوبك والاتحاد الأفريقي ومجموعة البلدان الناطقة بالبرتغالية ومجموعة التنمية لأفريقيا الجنوبية، تعد أنغولا دولة متعددة الثقافات والأعراق. تعكس ثقافة أنغولا قرونًا من الحكم البرتغالي، ويتجلى ذلك في هيمنة اللغة البرتغالية والكنيسة الكاثوليكية ممزوجة بمجموعة متنوعة من العادات والتقاليد الأصلية.

## التاريخ
== التاريخ ==

## السياسة والحكم
رئيس الدولة، منذ عام 1979، هو المسؤول عن تعيين مجلس الوزراء والوزراء. قبل عام 1992، كان الرئيس ينتخب بدون منافسين في ظل نظام الحزب الواحد، ومنذ عام 1992 يتم إجراء إنتخابات متعددة الأحزاب ويتولى المرشح الفائز الرئاسة لمدة خمس سنوات قابلة للتجديد.
وفي انتخابات 2008، حصل الرئيس جوزيه إدواردو دوس سانتوش على 49,6% من الأصوات، وحصل سافيمبي مرشح حركة يونيتا على 40,1% مما تطلب جولة جديدة للانتخابات ولكن حركة يونيتا رفضت نتائج الجولة الأولى وتجددت الحرب الأهلية وبقي الرئيس في منصبه.

### الدستور
في 11 نوفمبر 1975، أعلن أول دستور، وتم تعديله في 7 يناير 1978 وفي 11 أغسطس 1980 وفي 6 مارس 1991 وفي 26 أغسطس 1992. وفي 21 يناير 2010 تم إقرار الدستور الجديد ليحل محل الدستور المؤقت العامل منذ سنة 1975.

### العيد الوطني
عيد الاستقلال 11 نوفمبر 1975

### النظام التشريعي
المجلس الوطني (Assembleia Nacional) هو مجلس برلماني ذو غرفة واحدة. ويتكون من 220 مقعدا كما يتم انتخاب أعضائه لمدة أربع سنوات. أجريت آخر انتخابات في 29-30 سبتمبر 1992.

### النظام القضائي
محكمة عليا ومحاكم إقليميّة منفصلة (قضاة يعينهم رئيس الجمهورية).

## السكان
يتكون السكان من عدد كبير من القبائل الأفريقية (بانتو)، منها قبيلة أوفيمبوندو (تعدّ 37% من سكان أنغولا)، وقبيلة الباكو (نحو 13%)، وقبيلة الكيمبوند (نحو 25%)، وعدة قبائل أخرى (نحو 22 %). هذا بالإضافة إلى الأوروبيون (1%) والموتسيكو (خليط أوروبي أفريقي، 2%).

### الأمراض المعدية
درجة الخطر: القمّة (أي عالية جدا)
أمراض منقولة بالماء: بكتيريّ وإسهال protozoal، التهاب الكبد، حمّى تيفيّة
أمراض تسببها الحشرات أو الطفيليات: ملاريا، المثقبيات (مرض النّوم القاتل، وهو مرض إفريقيّ ذو مخاطر عالية في بعض الجهات)

### الدين
| الدين في أنغولا | الدين في أنغولا | الدين في أنغولا | الدين في أنغولا | الدين في أنغولا |
| --------------- | --------------- | --------------- | --------------- | --------------- |
| الديانة         | الديانة         |                 | النسبة          | النسبة          |
| مسيحية          | مسيحية          |                 | 53%             | 53%             |
| الأصليون        | الأصليون        |                 | 47%             | 47%             |

55 % كاثوليك، 10 % بروتستانت، 25 % طوائف مسيحية أفريقية، 5 % يتبعون كنائس إنجيلية برازيلية. يوجد قسم من السكان يمارسون ديانات محلية، كما يوجد أيضاً في البلاد أقلية مسلمة يقدر تعداد أفرادها بـ 90 ألف نسمة ولهم 80 مسجد حسب (Comunidade Islâmica de Angola, COIA)، معظمهم مهاجرون من بلدان غرب أفريقيا أو من لبنان. وتوجد أيضاً نسبة بسيطة من الملحدين.
هناك الكثير من الطوائف الدينية في أنغولا معظمها تنتمي إلى المسيحية, بالرغم من عدم وجود إحصاءات موثوق بها، هناك تقديرات أن أكثر من نصف السكان هم ينتمون إلى الطائفة الكاثوليك.

المجموعات العرقية في أنغولا 1970 (المناطق التي فيها ما مجموعة "بنغيلا" هي المهيمنة، تميز اللون الأخضر)

## الجغرافيا

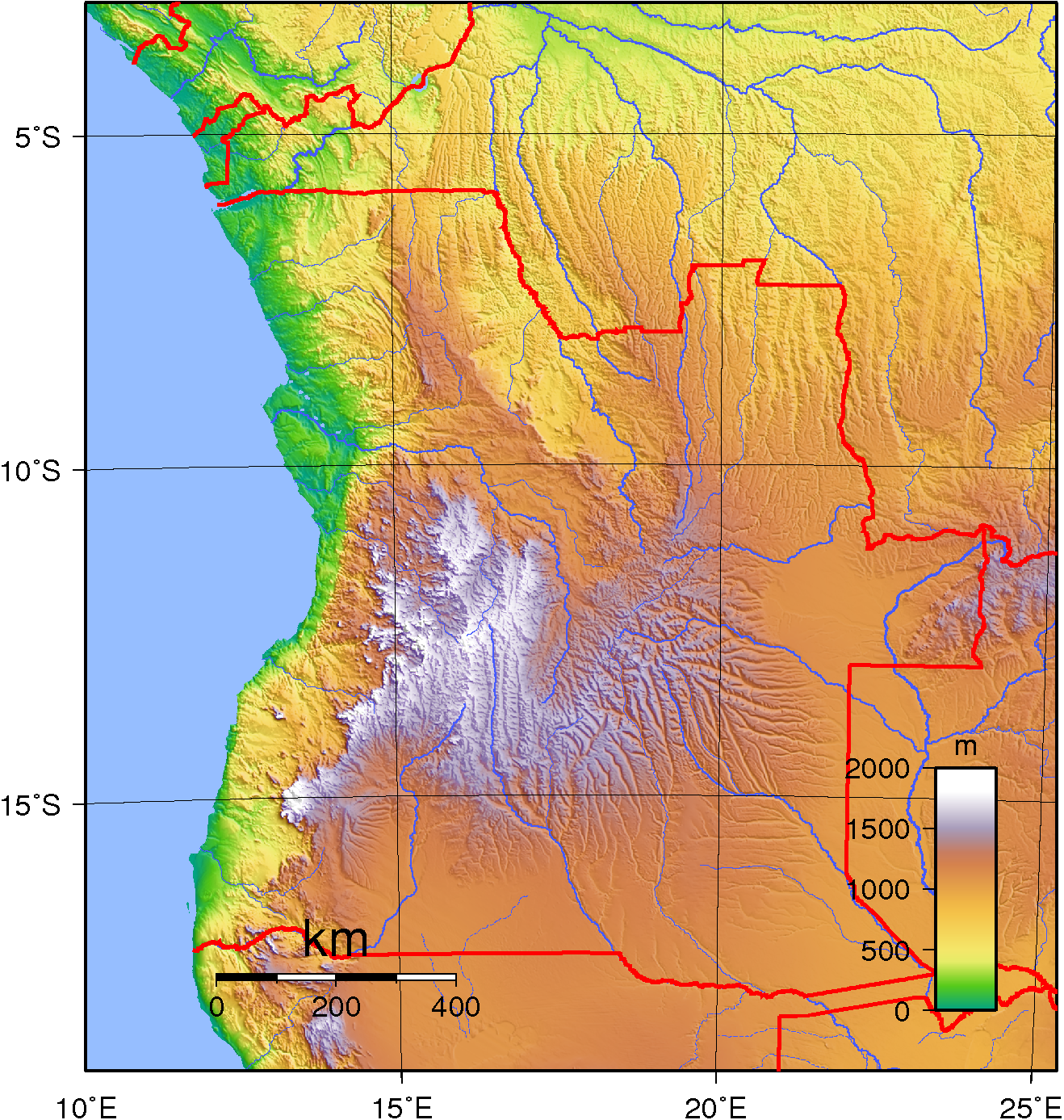
تضاريس أنجولا

تبلغ مساحة أنجولا 1,246,700 كيلومتر مربع (481,400 ميل مربع)، وهي مماثلة في الحجم لمالي، أو ضعف مساحة فرنسا أو تكساس. تقع في الغالب بين خطي العرض 4° و18° جنوبًا، وخطي الطول 12° و24° شرقًا، تحدها ناميبيا من الجنوب، وزامبيا من الشرق، وجمهورية الكونغو الديمقراطية من الشمال الشرقي، والمحيط الأطلسي الجنوبي من الغرب.
تقع منطقة كابيندا الساحلية في الشمال على حدود جمهورية الكونغو من الشمال وجمهورية الكونغو الديمقراطية من الجنوب. تتمتع أنجولا بخط ساحلي ملائم للتجارة البحرية، مع أربعة موانئ طبيعية: لواندا ولوبيتو وموكاميدس وبورتو ألكسندر. تتناقض هذه التجويفات الطبيعية مع الخط الساحلي النموذجي لأفريقيا من المنحدرات الصخرية والخلجان العميقة. تقع عاصمة أنجولا، لواندا، على ساحل المحيط الأطلسي في شمال غرب البلاد.

### الأرض

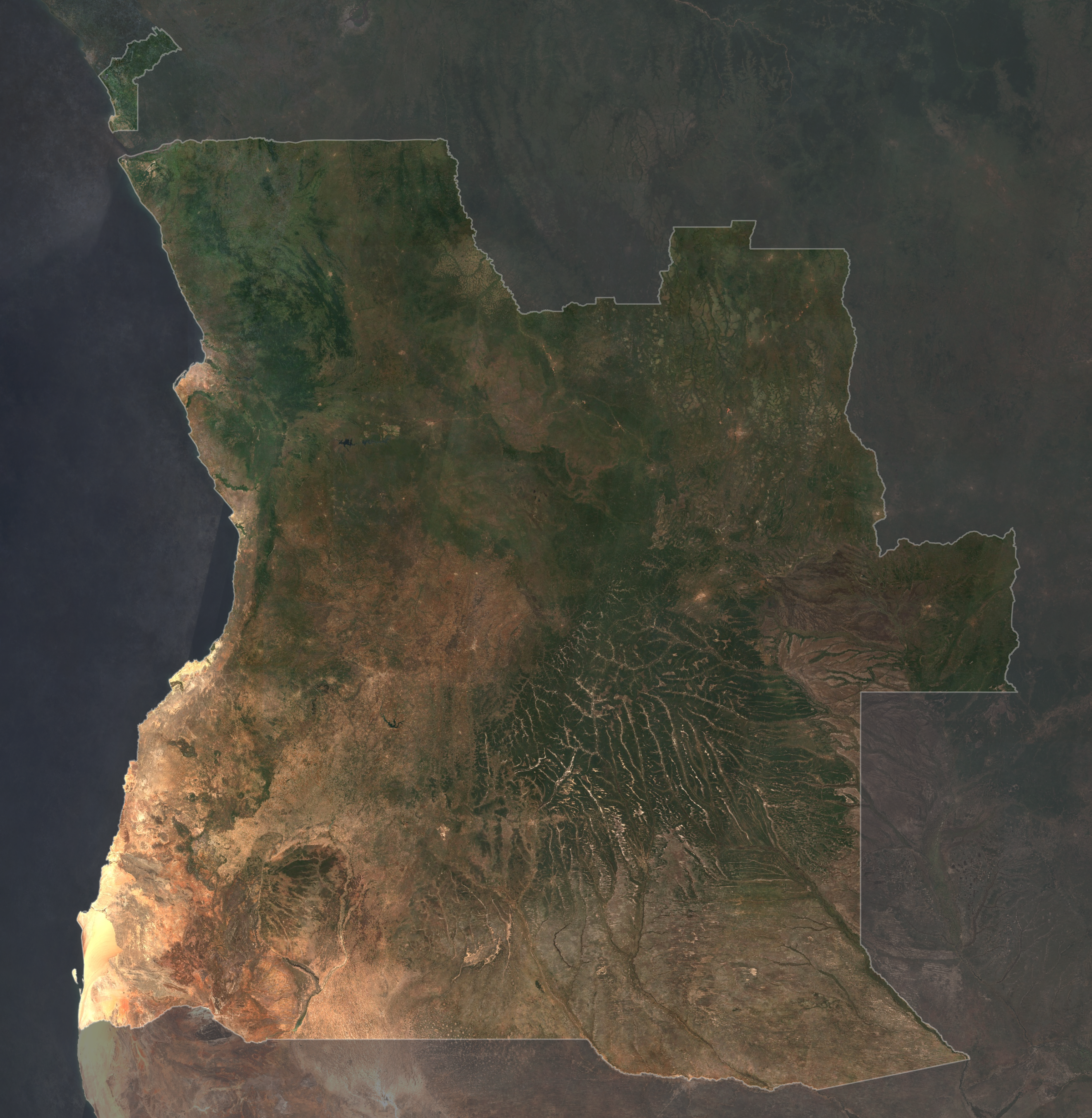
صور الأقمار الصناعية لأنجولا، 2022

سهول ساحلية ترتفع نحو الداخل حيث تصل إلى الهضبة الأنغولية، وتنبع منها أنهار عديدة تتجه إلى زائير أو نحو المحيط الأطلنطي أو إلى الداخل. ويتنوّع المناخ، فهو في الجنوب والغرب شبه صحراوي، وفي الشمال شبه استوائي (مداري رطب) حار رطب وأمطاره من نوفمبر إلى إبريل.
مقاطعة كابندا Cabinda هي منطقة معزولة، تفصلها عن باقي أنغولا جمهوريّة الكونغو الديمقراطيّة.

### المتاخ

خريطة أنجولا لتصنيف مناخ كوبن

يتناول الشّمال برودة، فصل جافّ (من مايو/أيار إلى أكتوبر/تشرين الأوّل)، وفصل ممطر حارّ (من نوفمبر/تشرين الثاني إلى أبريل/نيسان).

### القضايا البيئية
هناك استعمال مفرط للمراعي ويرجع هذا إلى الضغط السكاني، كما تعاني أنغولا من التّصحّر بسبب تجريد الغابات الاستوائية من الأشجار وهذا لتلبية كل من الطلب الدوليّ واستعمال الخشب محليا كوقود منزليّ.

## الاقتصاد
يتمثل اقتصاد أنغولا في الزراعة. وأهم الحاصلات الذرة، والكاسافا، وقصب السكر، ونخيل الزيت، والسيسال، وتمثل الزراعة 42% من الدخل، ويستخرج من أنغولا النفط وألماس والذهب والنحاس، وبها ثروة حيوانية من الأبقار والأغنام والماعز، ورغم هذه الموارد فالدخول متدنية إلى درجة كبيرة
سبب النمو الحالي في الاقتصاد الأنغولي راجع إلى ارتفاع أسعار النفط وزيادة إنتاجه ويمثل النفط والنشاطات المرتبطة به حوالي 50% من النتاج الوطني و 90% من الصادرات وتسبب زيادة إنتاح النفط في رفع الناتج الوطني ومعدل نمو 2% في 2004 و 19% نموّ في 2005.
وإعادة ترميم ما بعد الحرب الأهلية وإعادة تأهيل الأشخاص المشتركين بها تسبب أيضا ارتفاع في معدلات البناء والزراعة. دُمّـِرَ أغلب مرافق البلاد والبنية التحتية جراء الحرب الأهلية الطويلة التي دامت حوالي 27 سنة.
وحاليا، تم استعادة الاستقرار والسلام في البلاد بعد وفاة قائد حركة يونيتا المعارضة جوناس سافيمبي فبراير/شباط 2002.
تعدّ الزراعة الرزق الرئيسيّ لحوالي نصف السكّان، غير أن نصف غذاء البلد يقع استيراده. خلال سنة 2005، بدأت الحكومة استخدام قرض من الصين قيمته مليارا (2) دولار لتجديد البنية التحتية والمرافق.
نسبة السكان تحت خط الفقر حوالي 70%.
تُشكّل البطالة حوالي 50 % من قوة العمل.
احتلت أنغولا المركز 132 في مؤشر الابتكار العالمي عام 2023. في حين تراجعت إلى المركز 133 في مؤشر عام 2024.

## أكبر المدن

### الموارد الطبيعيّة
نفط، ألماس، حديد خام، فوسفات، نحاس، ذهب، بوكسيت، يورانيوم.

### المنتوجات الزراعية
موز، قصب السّكّر، قهوة، سيزال، ذرة، قطن، تبغ، نباتات، موز الجنة، ماشية، منتوجات الغابات، سمك.

### المنتوجات الصناعية
نفط، ألماس، حديد خام، فوسفاتون، حجر معدني متبلور، بوكسيت، يورانيوم، وذهب، إسمنت، منتوجات معدنية أساسية، معالجة أسماك، معالجة غذاء، تخمير، منتوجات تبغ، سكر، تصليح السفن.
معدّل نموّ الإنتاج الصناعيّ : 13,5% (2004).

## وصلات خارجية
- الموقع الرسمي
- Angola  على كتاب حقائق العالم
- أنغولا على مشروع الدليل المفتوح